# Classe Spassatel Petr Grouzinski
La Spassatel Petr Grouzinski est le nom d'une classe de navire de sauvetage, remorqueur brise-glace de le service de sauvetage maritime de Rosmorrechflot du ministère russe des Transports,.

## Description
Les navires de la classe MPSV06 sont une série de trois navires de sauvetage brise-glace du groupe Russian Multi-Purpose Salvage Vessels (en), dont l'un est en construction en Russie et deux qui ont été commandés au constructeur naval allemand Nordic Yards Wismar.
Le premier navire de la classe, provisoirement nommé Spassatel Petr Grouzinski, aurait été déposé au chantier naval de l'Amour à Komsomolsk-sur-l'Amour, en Russie, déjà en 2010, mais la construction a ensuite été suspendue. En décembre 2018, il a été signalé que la United Shipbuilding Corporation achèverait le troisième navire inachevé qui aurait une disponibilité technique d'environ 40 %. En février 2020, le chantier naval de l'Amour aurait été « en avance sur le calendrier ». Le navire, désormais nommé Kertchenski Proliv, a été lancé le 30 octobre 2020.
Les deuxième et troisième navires, Beringov Proliv et Mourman, ont été déposés en novembre 2013 à Nordic Yards et mis à l'eau en septembre 2014. Les deux navires ont été livrés en décembre 2015.
La classe de brise-glace, attribuée par le registre maritime russe de la navigation, est « Icebreaker6 ». Ils auront deux grandes grues, pour le sauvetage, et une plate-forme d'atterrissage pour les hélicoptères. Ils seront capables de faire fonctionner des véhicules sous-marins télécommandés et disposeront d'installations de décompression suffisantes pour soutenir une équipe de plongeurs profonds.

## Liste de navires
Cette classe compte 3 navires.
| Nom                                               | Classe | Nombre | Constructeur              | En service | Port d'attache       | Statut |
| ------------------------------------------------- | ------ | ------ | ------------------------- | ---------- | -------------------- | ------ |
| Kertchenski Proliv, ex. Spassatel Petr Grouzinski | MPSV06 | 360    | Chantier naval de l'Amour |            |                      | Lancé  |
| Beringov Proliv                                   | MPSV06 | 217    | Nordic Yards Wismar       | 2015       | Korsakov (Sakhaline) | Actif  |
| Mourman                                           | MPSV06 | 218    | Nordic Yards Wismar       | 2015       | Mourmansk            | Actif  |